# Canton de Cazaubon
Le canton de Cazaubon est une ancienne division administrative française située dans le département du Gers, en région Midi-Pyrénées.

## Géographie
Ce canton était organisé autour de Cazaubon dans l'arrondissement de Condom. Son altitude variait de 59 m (Lannemaignan) à 186 m (Lias-d'Armagnac) pour une altitude moyenne de 118 m.

## Composition
Le canton de Cazaubon regroupait quatorze communes et comptait 4 738 habitants (population municipale) au 1er janvier 2012.
| Communes            | Population (2012) | Code postal | Code Insee |
| ------------------- | ----------------- | ----------- | ---------- |
| Ayzieu              | 147               | 32800       | 32025      |
| Campagne-d'Armagnac | 167               | 32800       | 32073      |
| Castex-d'Armagnac   | 111               | 32240       | 32087      |
| Cazaubon            | 1 545             | 32150       | 32096      |
| Estang              | 643               | 32240       | 32127      |
| Lannemaignan        | 104               | 32240       | 32189      |
| Larée               | 234               | 32150       | 32193      |
| Lias-d'Armagnac     | 183               | 32240       | 32211      |
| Marguestau          | 59                | 32150       | 32236      |
| Mauléon-d'Armagnac  | 306               | 32240       | 32243      |
| Maupas              | 212               | 32240       | 32246      |
| Monclar             | 129               | 32150       | 32264      |
| Panjas              | 398               | 32110       | 32305      |
| Réans               | 257               | 32800       | 32340      |

## Administration

### Conseillers généraux de 1833 à 2015
| Période | Période      | Identité                                                                                     | Étiquette      | Qualité |
| ------- | ------------ | -------------------------------------------------------------------------------------------- | -------------- | --- |
| 1833    | 1848         | Dominique Pellefigue                                                                         |                | Propriétaire Maire de Larée (1830-1835, 1846-1863)                                                                                    |
| 1848    | 1852         | Jean d'Abbadie de Barrau Comte de Carrion de Calatrava (1788-1863)                           | Bonapartiste   | Maire de Castex |
| 1852    | 1858         | Jean-Baptiste Dumon                                                                          | Bonapartiste   | Propriétaire-viticulteur à Séailles Député (1871-1875) - Sénateur (1875-1900) Elu en 1861 dans le Canton d'Eauze                      |
| 1858    | 1863 (décès) | Jean d'Abbadie de Barrau Comte de Carrion de Calatrava                                       | Bonapartiste   | Maire de Castex |
| 1864    | 1877         | Bernard-Gabriel-Xavier d'Abbadie de Barrau Comte de Carrion de Calatrava (fils du précédent) | Extrême droite | Député (1871-1876) Maire de Castex |
| 1877    | 1895         | Hippolyte Lascourrèges (1836-1903)                                                           | Bonapartiste   | Propriétaire Maire de Cazaubon (1897-1903)                                                                                            |
| 1895    | 1907         | Marcel Denux                                                                                 | Droite         | Médecin |
| 1907    | 1919         | Alexandre Dufrèche                                                                           | Rad.           | Procureur de la République à Moissac Maire de Cazaubon (1912-1919) Député (1910-1919)                                                 |
| 1919    | 1925         | Roger Bon                                                                                    | Rad.           | Propriétaire, maire d'Estang |
| 1925    | 1937         | Fernand Sentou                                                                               | Rad. puis PRS  | Hôtelier Maire de Cazaubon (1920-1946), conseiller d'arrondissement                                                                   |
| 1937    | 1940         | Roger Bon                                                                                    | Rad.           | Propriétaire, maire d'Estang Membre de la Commission administrative départementale (1941-1943) Nommé conseiller départemental en 1943 |
|         |              |                                                                                              |                | |
| 1945    | 1967         | Paul Daudé                                                                                   | SFIO           | Agriculteur Maire de Cazaubon (1953-1965)                                                                                             |
| 1967    | 1992         | Guy Lamothe (1912-2004)                                                                      | SFIO puis PS   | Président de la coopérative viticole de Cazaubon Maire de Marguestau (1953-1989)                                                      |
| 1992    | 2011         | Claude Sainrapt                                                                              | UDF puis UMP   | Kinésithérapeute Maire de Cazaubon (1995-2014)                                                                                        |
| 2011    | 2015         | Joël Lajux                                                                                   | PS             | Professeur des écoles Maire de Panjas (2008-2014)                                                                                     |

### Conseillers d'arrondissement (de 1833 à 1940)
Le canton de Cazaubon avait deux conseillers d'arrondissement.
| Période                                  | Période | Identité                             | Étiquette                | Qualité |
| ---------------------------------------- | ------- | ------------------------------------ | ------------------------ | --- |
| 1833                                     | 1848    | M. Biaut                             |                          | Propriétaire et négociant à Labastide                                                                       |
| 1833                                     | 1839    | Jean Dussans                         |                          | Avocat, propriétaire à Estang                                                                               |
| 1839                                     | 1845    | Fortuné Duffour                      |                          | Propriétaire à Réans                                                                                        |
| 1845                                     | 1848    | Henri Cyprien de Lustrac (1798-1876) |                          | Lieutenant de cavalerie, chevau-léger de la Garde du Roi, propriétaire à Lias                               |
|                                          |         |                                      |                          | |
| 1898                                     |         | M. Druillet                          | Républicain progressiste | Médecin |
| 1898                                     | 1907    | Ernest Caillebar (1852-1936)         | Républicain progressiste | Avocat, vigneron, propriétaire à Cazaubon, maire d'Estang (1888-1908)                                       |
| 1907                                     |         | Laurent Laffitte                     | Radical                  | Maire de Bourrouillan                                                                                       |
|                                          |         |                                      |                          | |
| 1919                                     | 1925    | Fernand Sentou                       | Rad.                     | Hôtelier, maire de Cazaubon (1920-1946)                                                                     |
| 1925                                     | 1940    | Jules Lannelongue                    | Rad.ind.                 | Agriculteur à Campagne-d'Armagnac, contrôleur à l'Office national interprofessionnel des céréales           |
| 1940                                     |         |                                      |                          | Les conseils d'arrondissement ont été suspendus par la loi du 12 octobre 1940 et n'ont jamais été réactivés |
| Les données manquantes sont à compléter. |         |                                      |                          | |

## Démographie
| 1962  | 1968  | 1975  | 1982  | 1990  | 1999  | 2006  | 2011  | 2012  |
| ----- | ----- | ----- | ----- | ----- | ----- | ----- | ----- | ----- |
| 6 322 | 5 815 | 5 331 | 5 013 | 4 754 | 4 495 | 4 597 | 4 726 | 4 738 |